# Indianapolis 500 1920
Indianapolis 500 1920 (oryg. 8th International 500-Mile Sweepstakes Race) – ósma edycja wyścigu Indianapolis 500.

## Wyniki

### Kwalifikacje
W kwalifikacjach każdy z kierowców miał do przejechania 4 okrążenia, w którym mierzono prędkość. Średnia prędkość spośród 4 okrążeń decydowała o klasyfikacji.
| Poz. | Nr | Kierowca         | Konstruktor | Czas         | Poz. s. |
| ---- | -- | ---------------- | ----------- | ------------ | ------- |
| 1    | 2  | Ralph DePalma    | Ballot      | 159,566 km/h | 1       |
| 2    | 6  | Joe Boyer        | Frontenac   | 155,945 km/h | 2       |
| 3    | 3  | Louis Chevrolet  | Frontenac   | 154,979 km/h | 3       |
| 4    | 26 | Jean Chassagne   | Ballot      | 153,611 km/h | 4       |
| 5    | 25 | René Thomas      | Ballot      | 151,197 km/h | 18      |
| 6    | 28 | Joe Thomas       | Frontenac   | 149,346 km/h | 19      |
| 7    | 8  | Art Klein        | Frontenac   | 149,185 km/h | 5       |
| 8    | 4  | Gaston Chevrolet | Frontenac   | 147,335 km/h | 6       |
| 9    | 5  | Roscoe Sarles    | Frontenac   | 146,047 km/h | 7       |
| 10   | 7  | Bennett Hill     | Frontenac   | 145,725 km/h | 8       |
| 11   | 10 | Tommy Milton     | Duesenberg  | 145,162 km/h | 11      |
| 12   | 18 | Howdy Wilcox     | Peugeot     | 142,941 km/h | 20      |
| 13   | 12 | Jimmy Murphy     | Duesenberg  | 142,748 km/h | 15      |
| 14   | 29 | Eddie O’Donnell  | Duesenberg  | 141,943 km/h | 12      |
| 15   | 31 | Eddie Hearne     | Duesenberg  | 141,702 km/h | 9       |
| 16   | 34 | Willie Haupt     | Duesenberg  | 137,566 km/h | 13      |
| 17   | 17 | André Boillot    | Peugeot     | 137,437 km/h | 16      |
| 18   | 9  | Ray Howard       | Peugeot     | 136,150 km/h | 10      |
| 19   | 16 | Jules Goux       | Peugeot     | 135,667 km/h | 21      |
| 20   | 32 | John Boling      | Hudson      | 131,724 km/h | 14      |
| 21   | 15 | Pete Henderson   | Duesenberg  | 130,597 km/h | 17      |
| 22   | 19 | Jean Porporato   | Grégoire    | 128,715 km/h | 22      |
|      | 33 | Ralph Mulford    | Frontenac   | –            | 23      |
| Poz. | Nr | Kierowca         | Konstruktor | Czas         | Poz. s. |

### Wyścig
Źródło: ultimateracinghistory.com
| P  | + / –     | Nr | Kierowca         | Konstruktor | Okr. | Czas / Strata     | Komentarz |
| -- | --------- | -- | ---------------- | ----------- | ---- | ----------------- | --------- |
| 1  | 5         | 4  | Gaston Chevrolet | Frontenac   | 200  |                   |           |
| 2  | 16        | 25 | René Thomas      | Ballot      | 200  |                   |           |
| 3  | 8         | 10 | Tommy Milton     | Duesenberg  | 200  |                   |           |
| 4  | 11        | 12 | Jimmy Murphy     | Duesenberg  | 200  |                   |           |
| 5  | 4         | 2  | Ralph DePalma    | Ballot      | 200  |                   |           |
| 6  | 3         | 31 | Eddie Hearne     | Duesenberg  | 200  |                   |           |
| 7  | 3         | 26 | Jean Chassagne   | Ballot      | 200  |                   |           |
| 8  | 11        | 28 | Joe Thomas       | Frontenac   | 200  |                   |           |
| 9  | 14        | 33 | Ralph Mulford    | Frontenac   | 200  |                   |           |
| 10 | 7         | 15 | Pete Henderson   | Duesenberg  | 200  |                   |           |
| 11 | 3         | 32 | John Boling      | Hudson      | 199  | +1 okr            |           |
| 12 | 10        | 6  | Joe Boyer        | Frontenac   | 192  | Wypadek           |           |
| 13 | 3         | 9  | Ray Howard       | Peugeot     | 150  | Rozrząd           |           |
| 14 | 2         | 29 | Eddie O’Donnell  | Duesenberg  | 149  | Wyciek oleju      |           |
| 15 | 6         | 16 | Jules Goux       | Peugeot     | 148  | Silnik            |           |
| 16 | 3         | 34 | Willie Haupt     | Duesenberg  | 146  | Rod               |           |
| 17 | 9         | 7  | Bennett Hill     | Frontenac   | 115  | Wypadek           |           |
| 18 | 15        | 3  | Louis Chevrolet  | Frontenac   | 94   | Układ kierowniczy |           |
| 19 | 1         | 18 | Howdy Wilcox     | Peugeot     | 65   | Silnik            |           |
| 20 | 13        | 5  | Roscoe Sarles    | Frontenac   | 58   | Wypadek           |           |
| 21 | 16        | 8  | Art Klein        | Frontenac   | 40   | Wypadek           |           |
| 22 | Bez zmian | 19 | Jean Porporato   | Grégoire    | 23   |                   |           |
| 23 | 7         | 17 | André Boillot    | Peugeot     | 16   | Silnik            |           |
| P  | + / –     | Nr | Kierowca         | Konstruktor | Okr. | Czas / Strata     | Komentarz |